# Nothin (That Compares 2 U)
Nothin (That Compares 2 U) - singel The Jacksons z albumu 2300 Jackson Street.

## Lista Utworów
1. Nothin (That Compares 2 U) (The Mix) - 7:05
2. Nothin (That Compares 2 U) (Choice Dub) - 5:50
3. Nothin (That Compares 2 U) (Extended Version) - 7:42
4. Nothin (That Compares 2 U) (Sensitive Vocal Mix) - 6:00
5. Nothin (That Compares 2 U) (Bass World Dub) - 5:50